# Pelletierin
Pelletierin, eller punicin, C8H15NO, är en alkaloid som kan utvinnas från granatträdets bark. Drogen är oljehaltig, i början en nästan färglös, men senare gulaktig eller brunaktig vätska. Den har en svagt eteraktig doft.
Pelletierin är lösligt i etanol, eter och kloroform, men mindre lösligt i vatten. Lösningarna reagerar starkt alkaliskt.

## Användning
Pelletierin har traditionellt använts som medel mot inälvsmask och dysenteri, men då i form av olika salter.